# Чистое (Нижегородская область)
Чи́стое — посёлок (в 1939—2013 — посёлок городского типа) в городском округе город Чкаловск Нижегородской области России, составляющий административно-территориальное образование Сельсовет Чистое.

## География
Расположен в 96 км к северо-западу от областного центра, в 32 км к югу от города Чкаловск, в 36 км от железнодорожной станции Заволжье.

## История
Статус посёлка городского типа — с 1939 года. С 2013 — сельский населённый пункт. В 2004—2013 годах составлял городское поселение Рабочий посёлок Чистое Чкаловского района, в 2013—2015 годах — сельское поселение Сельсовет Чистое того же района, с 2015 года является административно-территориальным образованием городского округа Чкаловска.

## Население
| \| 1959[4] \| 1970[5] \| 1979[6] \| 1989[7] \| 2002[8] \| 2007 \| 2008[9] \| \| ------- \| ------- \| ------- \| -------- \| -------- \| -------- \| ------- \| \| 4661 \| ↘2713 \| ↘2117 \| ↘1564 \| ↘1083 \| ↘891 \| ↘867 \| \| 2009[9] \| 2010[8] \| 2011[9] \| 2012[10] \| 2013[11] \| 2014[12] \| 2015[1] \| \| ↘848 \| ↘768 \| ↘765 \| ↘722 \| ↘699 \| ↘658 \| ↘656 \| 1000 2000 3000 4000 5000 1989 2010 2015 |       |       |       |       |      |      |
| 1959 | 1970  | 1979  | 1989  | 2002  | 2007 | 2008 |
| 4661 | ↘2713 | ↘2117 | ↘1564 | ↘1083 | ↘891 | ↘867 |
| 2009 | 2010  | 2011  | 2012  | 2013  | 2014 | 2015 |
| ↘848 | ↘768  | ↘765  | ↘722  | ↘699  | ↘658 | ↘656 |

## Экономика
Добыча торфа, кондитерская фабрика.